# Spennithorne
Spennithorne är en ort och civil parish  i Storbritannien.   Den ligger i grevskapet North Yorkshire och riksdelen England, i den centrala delen av landet, 300 km norr om huvudstaden London. Spennithorne ligger 124 meter över havet och antalet invånare är 198.
Terrängen runt Spennithorne är platt åt nordost, men åt sydväst är den kuperad. Runt Spennithorne är det ganska tätbefolkat, med 116 invånare per kvadratkilometer. Närmaste större samhälle är Catterick Garrison, 10,0 km nordost om Spennithorne. Trakten runt Spennithorne består i huvudsak av gräsmarker.